# 圖帕克·阿馬魯
圖帕克·阿馬魯（1545年—1572年9月24日），新印加王国最後一位薩帕·印卡。在哥哥蒂圖·庫西於1571年去世之後，他率領殘餘的印加人民與西班牙人對抗，最後兵敗遭逮並被處決。

## 生平

### 繼位
在西班牙殖民者征服印加帝國之後，一些皇室成員在曼科·印卡·尤潘基的率領下，逃到位於庫斯科東北的亞馬遜叢林裡，建立比爾卡班巴，繼續與西班牙殖民者對抗。1544年，曼科受到西班牙人的襲擊被殺害，其子塞里·圖帕克繼位。後來塞里在1560年承認了西班牙的統治，前往庫斯科居住，並於1561年突然死去，相傳是被西班牙人毒死的。蒂圖·庫西王子在比爾卡班巴繼續舉起反對殖民統治的大旗。西班牙殖民者與蒂圖談判，希望他離開比爾卡班巴來到庫斯科居住。但蒂圖卻在1571年突然死去，弟弟圖帕克·阿馬魯便繼承了皇位。

### 與西班牙人最後的戰鬥
蒂圖·庫西死後，西班牙殖民者並未得知蒂圖的死訊，仍舊向之前一樣，派遣了兩個使者前去談判。駐守雙方邊界的一名印加將領把蒂圖的死歸咎於西班牙人的謀殺，並將這兩名使者逮捕處死。
使者的死訊傳到利馬，秘魯總督弗朗西斯科·德·托莱多以薩帕·印卡不顧外交慣例殺害使者為由，決定使用武力征服比爾卡班巴。1572年4月14日，秘魯總督向比爾卡班巴宣戰。在兩週之內一小支西班牙士兵佔領了邊境的一座重要橋樑，使托莱多得以從這裡集結軍隊。
6月1日，雙方第一次在比爾卡班巴山谷中交戰。印加人不顧裝備簡陋，以高昂士氣首先向西班牙人發起攻擊。他們一次又一次地試圖擊退西班牙及其土著盟軍的圍攻，但被迫退卻。6月23日，瓦伊納要塞（Huayna Pucará）在西班牙人的炮火下被迫投降。印加人被迫拋棄最後一座城市，躲進叢林裡重組。6月24日，西班牙人進入比爾卡班巴，發現這是一座已被完全破壞的空城，薩帕·印卡早已逃走。

### 逃離比爾卡班巴
圖帕克·阿馬魯在西班牙人到來前一天率領100人向西逃進了低地森林裡。他的將軍和皇室成員，分為數個小分隊，以防止被捕。
三支西班牙士兵追上了他們。第一支擒獲了蒂圖·庫西的妻兒。第二支抓獲了一些士兵，並繳獲一些金銀和貴重的寶石。第三支擒獲圖帕克·阿馬魯的兩個兄弟、其他親屬以及幾名將領。圖帕克·阿馬魯及其指揮官仍然在逃。
此後，馬丁·加西亞·歐涅茲·德·洛約拉率領一支四十人組成的精兵前去追捕他。這群人沿著馬薩瓦伊河而下搜尋了170英里，發現了圖帕克·阿馬魯的一個裝滿黃金以及一套餐具的倉庫。西班牙人抓獲了一群印地安人，強迫他們說出薩帕·印卡的下落，得知薩帕·印卡乘船順流而下，前往一個叫莫莫里的地方（Momorí）。西班牙人隨即建造了五隻木筏前去追趕。
到達莫莫里之後，西班牙人發現圖帕克·阿馬魯已經逃跑。在當地人處得知圖帕克·阿馬魯的妻子將要生孩子，因此行程被耽擱。經過五英里的跋涉，西班牙人在夜裡九點左右發現了營火，圖帕克·阿馬魯與其妻子一起取暖。西班牙人向他們保證若是投降不會被傷害，並保證不會透露他們投降的細節。圖帕克·阿馬魯就這樣被捕了。

### 處決

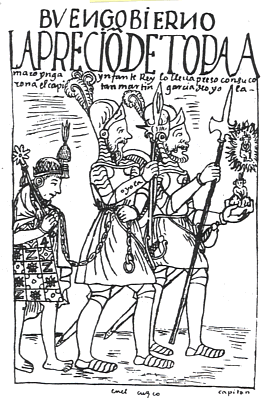
西班牙人押解著圖帕克·阿馬魯

五名被捕的印加將軍被審判，隨即被判處絞刑。其中數名因為酷刑和疾病，在處決之前已經死去。
兩天以後，西班牙殖民者開始審判圖帕克·阿馬魯，指控他在比爾卡班巴謀殺了兩名教士，判處他斬首處死。不少教士認為圖帕克·阿馬魯是無罪的，應該送往西班牙審判而不是處決，但沒有用。
有些人爭論托莱多總督處決一個被西班牙人認為是獨立國家的國王，超出了一個總督所具有的職權，其定罪完全是出於政治考慮。另一些人則持有相反的觀點，他們認為圖帕克·阿馬魯是個叛亂者，因為他的前任者們承認了西班牙的權威。托莱多試圖平息雙方不同的觀點，三位派去會見印卡的使者被印卡殺害，圖帕克·阿馬魯隨後舉兵反抗殖民地軍隊。西班牙國王費利佩二世反對處死印卡。
一位目擊者回憶，印卡在被處決當天坐著一隻騾子，雙手反綁在背後，脖子上繫著一條繩子。其他目擊者們則聲稱，當天人山人海，印卡被數百名手持長矛的士兵押解著。在庫斯科主教座堂前的廣場中央，豎立著表面罩著黑色織物的斷頭臺。現場有一萬至一萬五千人圍觀。
圖帕克·阿馬魯在庫斯科主教的陪伴下登上了斷頭臺。根據目擊者們稱大量印加人湧向廣場目睹這個悲劇的發生。他們得知自己的君主將被處決時，廣場上迴響著震天地哭泣和哀嚎聲。
巴爾塔薩·德·奧坎帕（Baltasar de Ocampa）與道明會教士加夫列尔·德·奥维耶多（Gabriel de Oviedo）都是目擊者，他們看見印卡舉起手使人群安靜。他的最後一句話是：
「Ccollanan Pachacamac ricuy auccacunac yahuarniy hichascancuta.」
「大地母親見證我的敵人們如何使我流血。」

## 後裔
西班牙人處決阿塔瓦爾帕、開始征服秘魯之後大約四十年，西班牙人處決了他的侄子，結束了這場征服。殖民者逮捕了包括圖帕克·阿馬魯三歲兒子在內的數十名印加王族，將他們分別放逐到墨西哥、智利、巴拿馬等地。其中一些人後來被允許回到故鄉。
圖帕克·阿馬魯一直活在印加人的心中，在18世紀末期，他的反抗精神鼓舞著印加人起兵反抗西班牙的殖民統治。1780年，一位名為何塞·加夫列尔·孔多尔坎基的印加人自稱圖帕克·阿馬魯二世，起兵反抗西班牙殖民政府。

## 外部連結
- . . 1889.

| 統治者頭銜                | 統治者頭銜                                     | 統治者頭銜 |
| ------------------------- | ---------------------------------------------- | ---------- |
| 前任者： 蒂圖·庫西·尤潘基 | 薩帕·印卡 （比爾卡班巴的統治者） 1571年—1572年 | 頭銜被廢除 |